# Можга
Можга (рус. Можга) град је у Русији у Удмуртији. Према попису становништва из 2010. у граду је живело 47961 становника.

## Становништво
| 1939.  | 1959.  | 1970.  | 1979.  | 1989.  | 2002.  | 2010.  |
| ------ | ------ | ------ | ------ | ------ | ------ | ------ |
| 22.168 | 29.987 | 38.930 | 40.272 | 46.049 | 47.119 | 47.961 |